# Crazy Couple
Crazy Couple (titulada Crazy, Stupid, Love en España y Loco y estúpido amor en Hispanoamérica)  es una película de comedia de artes marciales de Hong Kong de 1979 dirigida por Ricky Lau y protagonizada por Dean Shek y Lau Ka-yung. 

## Trama
El artista callejero Cho lleva a su mascota para realizar actuaciones con la esperanza de recaudar dinero para estudiar artes marciales. El maestro retirado de artes marciales, Chiu Chat-yeh, tiene una hija con discapacidad mental que está desatendida, y Cho se encarga de cuidarla. Cho encuentra a una chica de fuera de la ciudad llamada Piu-hung para que ocupe su lugar como cuidadora de la hija de Chiu, y él se va a estudiar artes marciales con el maestro de artes marciales del pueblo, Kwan Yee-sai. Cho también entabla amistad con el hijo de Kwan, Yan. Un día, un grupo de bandidos llega y aterroriza al pueblo, y Chiu y Kwan se unen para resistirlos. Chiu tiene joyas robadas en su casa que son inesperadamente sustraídas por Piu-hung. Chiu y Kwan son asesinados más tarde. Cho y Yan huyen a muchos lugares y buscan a un maestro que los guíe en las artes marciales. Con giros y vueltas continuas en el camino, finalmente descubren al verdadero culpable detrás de escena.

## Elenco
- Dean Shek como Yan
- Lau Ka Yung como Cho
- Lily Li como Piu-hung
- Fung Hark-On como Mak Tai-lo
- Wong Ching como Chiu Yat Yeh
- Huang Ha como maestra de Yan y Cho
- Eric Tsang como la hija de Chiu
- Peter Chan como Kwan Yee Sai
- Ho Pak Kwong
- Marte
- Chik Ngai-hung
- Bruce Tong como Wong Lu Fu
- Danny Chow
- Wong Chi Keung
- Ho Kei-cheung
- Tam Po
- Ho Po-sing
- Chan Siu Kai
- Ho Chi-wah
- Wong Hak
- Fung Ming
- Cheung Chi Ping
- Ling Chi-hung

## Taquillas
La película recaudó HK $ 1.638.491,30 en la taquilla de Hong Kong durante su presentación en cines del 30 de diciembre de 1979 al 8 de enero de 1980.[cita requerida]